# Liste des maires de La Ferté-Saint-Aubin
La liste des maires de La Ferté-Saint-Aubin présente la liste des maires de la commune française de La Ferté-Saint-Aubin, située dans le département du Loiret en région Centre-Val de Loire.

## L'hôtel de ville

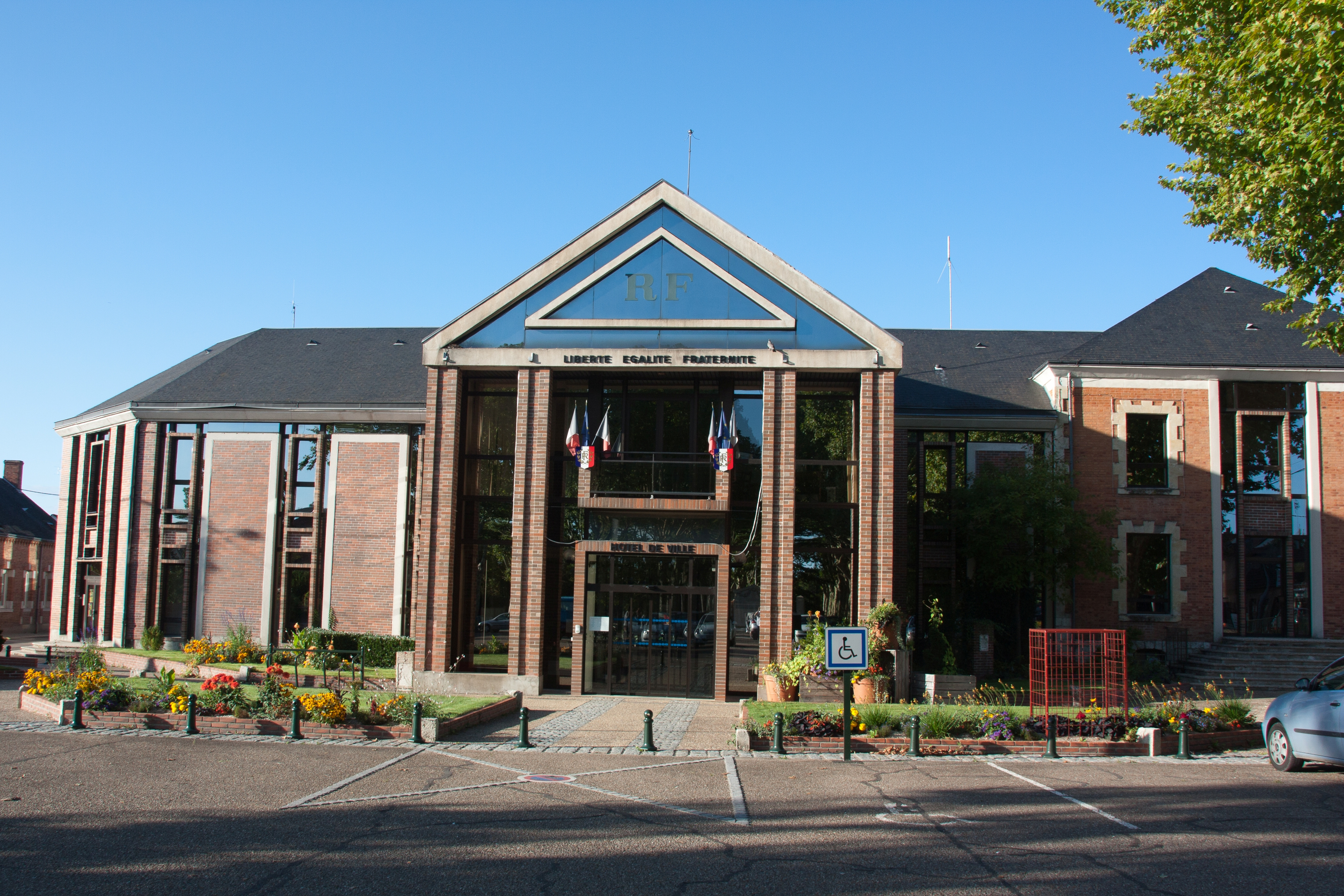
L'hôtel de ville de La Ferté-Saint-Aubin.

## Liste des maires

### Entre 1803 et 1944
| Période                                  | Période    | Identité                                | Étiquette   | Qualité |
| ---------------------------------------- | ---------- | --------------------------------------- | ----------- | --- |
| Les données manquantes sont à compléter. |            |                                         |             | |
| 1803                                     | 1806       | Ernest Fromont                          |             | |
| 1807                                     | 1811       | Alexandre-Daniel de Talleyrand-Périgord |             | Haut fonctionnaire Député du Loiret (1815 → 1823)                                                                               |
| 1812                                     | 1830       | Sylvain Berthier-Bardon (1788-1848)     |             | Notaire |
| 1831                                     | 1834       | Louis Sébastien Gaudet                  |             | Notaire Conseiller d'arrondissement (1833 → 1836)                                                                               |
| 1835                                     | 1844       | Sylvain Berthier-Bardon (1788-1848)     |             | Notaire, juge de paix Conseiller général de La Ferté-Saint-Aubin (1842 → 1848) Ancien conseiller d'arrondissement (1836 → 1842) |
| 1845                                     | 1848       | Pierre Aubin                            |             | |
| 1848                                     | 1850       | Alexis Soyer                            |             | |
| 1851                                     | 1857       | Félix Seurrat de La Boulaye             |             | Propriétaire |
| 1858                                     | 1860       | Alexis Soyer                            |             | |
| 1861                                     | 1870       | Charles Félix Pierre                    |             | Propriétaire Conseiller général de La Ferté-Saint-Aubin (1870 → 1877)                                                           |
| septembre 1870                           | avril 1871 | Camille Berthier                        |             | Ingénieur et propriétaire d'une tuilerie-briqueterie Maire provisoire                                                           |
| 1871                                     | 1877       | Charles Félix Pierre                    |             | |
| 1877                                     | 1881       | Félix Seurrat de La Boulaye             |             | Propriétaire |
| 1881                                     | 1882       | Émile Petit                             |             | |
| 1882                                     | 1892       | Félix Seurrat de La Boulaye             |             | Propriétaire |
| 1892                                     | 1900       | Édouard Burguières                      |             | |
| 1900                                     | 1911       | Robert Wilfrid Bossange (1848-1912)     | Républicain | Propriétaire Conseiller général de La Ferté-Saint-Aubin (1907 → 1912)                                                           |
| 1911                                     | 1925       | Gabriel Fromont                         | Rad.        | Conseiller d'arrondissement (1919 → ?)                                                                                          |
| 1925                                     | 1929       | Victor Dubois                           |             | |
| 1929                                     | 1941       | Gabriel Fromont                         |             | |
| mars 1941                                | août 1944  | Raoul Maës                              |             | Colonel Nommé maire par le préfet du Loiret                                                                                     |

### Depuis 1944
Depuis la Libération, dix maires se sont succédé à la tête de la commune.
| Période         | Période         | Identité                            | Étiquette   | Qualité |
| --------------- | --------------- | ----------------------------------- | ----------- | --- |
| août 1944       | septembre 1944  | Léon Cassonnet (1881-1962)          | SFIO        | Instituteur et directeur d'école honoraire |
| septembre 1944  | octobre 1944    | Gabriel Fromont                     |             | |
| octobre 1944    | octobre 1947    | Léon Cassonnet (1881-1962)          | SFIO        | Instituteur et directeur d'école honoraire Conseiller général de La Ferté-Saint-Aubin (1945 → 1958)                                                                                 |
| octobre 1947    | 1949            | Jacques Martin                      | DVD         | |
| 1949            | mai 1953        | Maurice Pépin Fontaine de Bonnerive |             | |
| mai 1953        | 1958            | Léon Cassonnet (1881-1962)          | SFIO        | Directeur d'école honoraire Conseiller général de La Ferté-Saint-Aubin (1945 → 1958)                                                                                                |
| 1958            | mars 1959       | Jacques Martin                      | UNR         | Conseiller général de La Ferté-Saint-Aubin (1958 → 1970) |
| mars 1959       | 1967            | Paul Bougnoux                       |             | |
| 1967            | 1970            | Jacques Martin                      | UDR         | Conseiller général de La Ferté-Saint-Aubin (1958 → 1970) |
| 1970            | mars 1971       | Guy Sauvette                        |             | |
| mars 1971       | mars 1989       | Jean-Claude Groeninck               | PS          | Conseiller général de La Ferté-Saint-Aubin (1970 → 1982) |
| mars 1989       | mars 2001       | Annick Courtat                      | RPR         | Gérante d'entreprise Conseillère régionale du Centre Réélue en 1990 et 1995 Suppléante du député Antoine Carré                                                                      |
| mars 2001       | 4 avril 2014    | Philippe Froment                    | PS          | Professeur des écoles, syndicaliste |
| 4 avril 2014,   | 26 juillet 2024 | Constance de Pélichy                | LR puis DVD | Députée du Loiret (3e circ.) (2024 → ) Conseillère régionale du Centre-Val de Loire (2015 → 2024) 1re vice-présidente de la CC des Portes de Sologne (2015 → 2024)                  |
| 26 juillet 2024 | En cours        | Katia Bailly                        |             | Directrice générale des services à Saint-Denis-en-Val 2e adjointe chargée de la transition écologique (2020 → 2024) 2e vice-présidente du Syndicat d’entretien du bassin du Beuvron |

## Conseil municipal actuel
Les 29 sièges composant le conseil municipal de La Ferté-Saint-Aubin ont été pourvus le 15 mars 2020 lors du premier tour de scrutin. Actuellement, il est réparti comme suit : 